# Yu Dafu
Yu Dafu (en chinois 郁達夫), né le 7 décembre 1896 à Fuyang (Zhejiang), mort le 17 septembre 1945 à Sumatra, est un écrivain chinois.
Ses nouvelles ont été novatrices (Le Naufrage (zh) a fait scandale en son temps) au travers des sujets abordés, notamment la difficulté de l'existence, traitée d'un point de vue autobiographique.

## Biographie

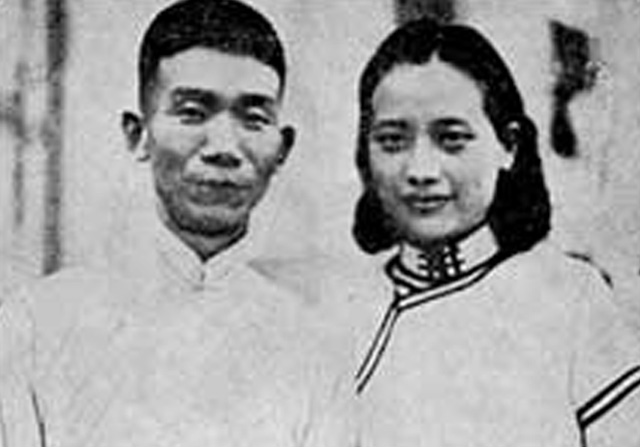
Yu Dafu et sa seconde femme, Wang Yingxia

Yu Dafu fait ses études secondaires successivement à Jiaxing, Hangzhou, puis en 1910 à l'école de Yuying, dirigée par des missionnaires américains. Il est renvoyé de cette dernière pour avoir pris part au mouvement estudiantin. À partir de 1913, il poursuit ses études au Japon. Il entre en 1918 à l'université impériale de Tokyo où il suit des cours d'économie. Il en sort diplômé en 1922. La parution en 1921 de Chenlu (Le Naufrage), dont le personnage principal est un étudiant solitaire, fait scandale en raison des passages en relation avec la sexualité.
En Chine, en 1921, il participe à la fondation de la société littéraire Création (zh) (創造社) en compagnie de Guo Moruo et Cheng Fangwu (en). En 1930, il adhère à la Ligue des écrivains de gauche. Avec la guerre, il part pour Singapour, puis Sumatra où il est assassiné par la police japonaise en 1945.
Yu Dafu a enseigné dans plusieurs universités : université de Pékin (1923-1924), école normale supérieure de Wuhan, université Sun Yat-sen de Guangzhou, université de l'Anhui. Il a aussi créé ou dirigé plusieurs revues : Les Masses, La Littérature et l'Art populaires, et à Singapour à partir de 1938 il participe à des publications antijaponaises.
Yu Dafu s'est marié une première fois en 1920 avec Sun Quan, et remarié en 1927 avec Wang Yingxia.

## Œuvre
L'œuvre de Yu Dafu fait une large place à l'autobiographie et à la subjectivité. Les personnages de ses nouvelles, surtout des intellectuels, sont décrits dans leur dimension psychologique et sexuelle. On y décèle l'influence du romantisme européen et du roman à la première personne japonais. Ces caractéristiques se retrouvent dans son Riji (Journal) paru en 1928.

## Liste des œuvres
- 1921 : Le Naufrage (沈淪, Chenlun)
- 1923 : Les Glycines et les Cuscutes
- 1927 : Œuvres complètes : Han hui ji (Les Cendres froides) (tome 1), Les Os des poules (tome 2), Le Passé (tome 3)
- 1928 : Œuvres complètes (tomes 4 et 5)
- 1928 : Miyang (La Brebis égarée), roman
- 1928 : Riji (Journal)
- 1930 : Œuvres complètes : Weijue ji (Les Fougères) (tome 6)
- 1932 : Ta shi yige ruo nuzi (C'est une faible femme), roman
- 1934 : Les Traces de mes pas
- 1935 : La Fuite

## Traductions
- Le Naufrage, dans De la révolution littéraire à la littérature révolutionnaire. Récits chinois. 1918-1942, trad. Martine Valette-Hémery, L'Herne, 1970
- Yu Dafu (préf. Huang Chunhao), Fleurs d'osmanthe tardives : Nouvelles, Pékin, Littérature chinoise, coll. « Panda », 1983
- Le Moine Calebasse, dans Treize récits chinois. 1918-1949, trad. Martine Valette-Hémery, Philippe Picquier, 1987, 1991, rééd. 2000, coll. « Picquier poche »